# Uslar
Uslar település Németországban, azon belül Alsó-Szászország tartományban. Lakosainak száma 14 166 fő (2023. december 31.).

## Népesség
A település népességének változása:
| Lakosok száma | 14 394 | 14 345 | 14 278 | 14 236 | 14 062 | 14 174 | 14 166 |
|               | 2015   | 2016   | 2017   | 2019   | 2021   | 2022   | 2023   |